# Gola (geografia)

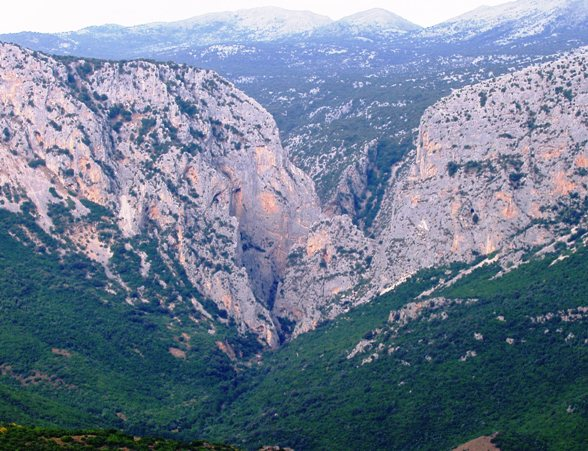
Il canyon di Gorropu, nei pressi di Urzulei (NU), Italia

In geografia, una gola (detta a volte anche forra o orrido) è una valle profonda, spesso ad andamento meandriforme, risultato di fenomeni erosivi che si verificano quando un corso d'acqua, come un fiume o un torrente, incide vigorosamente il proprio letto in rocce coerenti e molto resistenti, generando valli strette, profondamente incassate nelle formazioni erose e con pendii o pareti molto ripide, talora anche strapiombanti. Una delle gole più famose al mondo è il Grand Canyon negli Stati Uniti.

## Descrizione

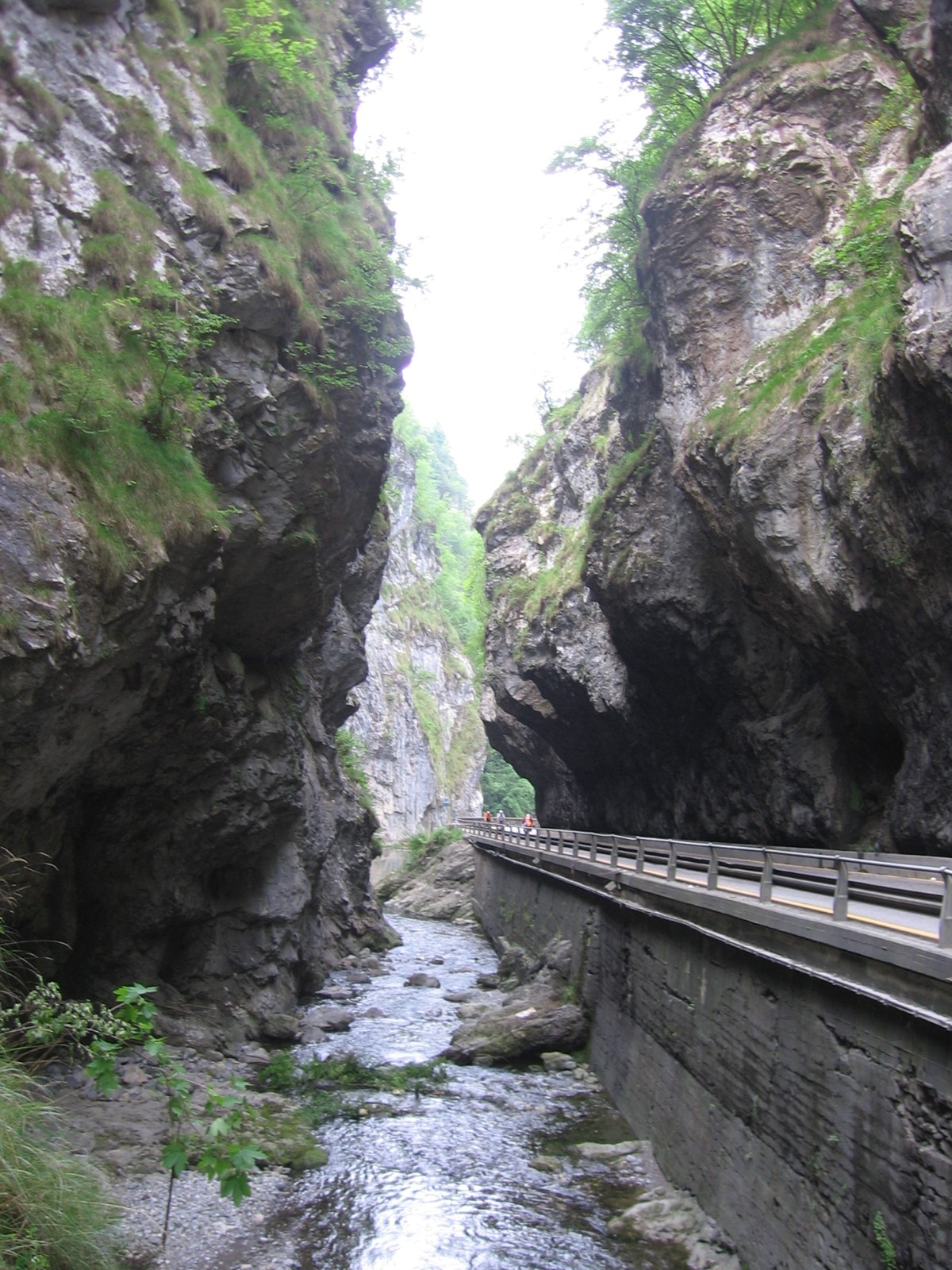
L'orrido di Bracca, nel bergamasco

Vi sono diversi esempi di forre o canyon anche in Italia. Una delle più grandi e spettacolari è l'orrido del Vajont, al confine tra Friuli e Veneto, che sovrasta la città di Longarone, tristemente famoso per la costruzione della diga a doppio arco più alta della Terra (poco meno di 280 m di altezza), e dove il crollo del soprastante monte Toc dentro il bacino artificiale costò la morte a più di 2000 persone (disastro del Vajont). La Gravina di Laterza invece è famosa in ambito naturalistico e turistico, per la bellezza dei suoi paesaggi e per la flora e la fauna del luogo, dove alcuni elementi sono in parte endemici. Fra le più grandi gole in Italia, troviamo anche le Valli Cupe di Sersale in provincia di Catanzaro. Un altro sito vicino è la gola di Pisino in Istria, dove il torrente Foiba precipita con un salto di oltre 130 m, inabissandosi dopo aver percorso un crepaccio di più di 17 km. Nelle Grotte di San Canziano in Slovenia si trova una delle gole sotterranee più lunghe del mondo.

### Formazione
L'erosione avviene soprattutto per azione meccanica abrasiva da parte del carico solido (massi e ciottoli) che il corso d'acqua trasporta al fondo, per salto e trascinamento, durante gli eventi di piena. L'effetto di tali eventi erosivi, proiettato nel tempo, genera forme spettacolari per la loro profondità.
La formazione di gole può concentrarsi preferenzialmente in masse rocciose indebolite da faglie o fratture (o più in generale discontinuità nelle quali tenda a canalizzarsi lo scorrimento delle acque) oppure può essere l'evoluzione di crolli di pareti e soffitti di grotte, frequenti in zone carsiche.
Forre possono originarsi anche nei casi di corsi d'acqua a regime torrentizio, in cui a seguito delle piene stagionali consegue un elevato trasporto di detriti e di conseguenza un'erosione più marcata del fondo; si pensi ad esempio alle fiumare dei climi semi-aridi e gli uadi di quelli aridi.

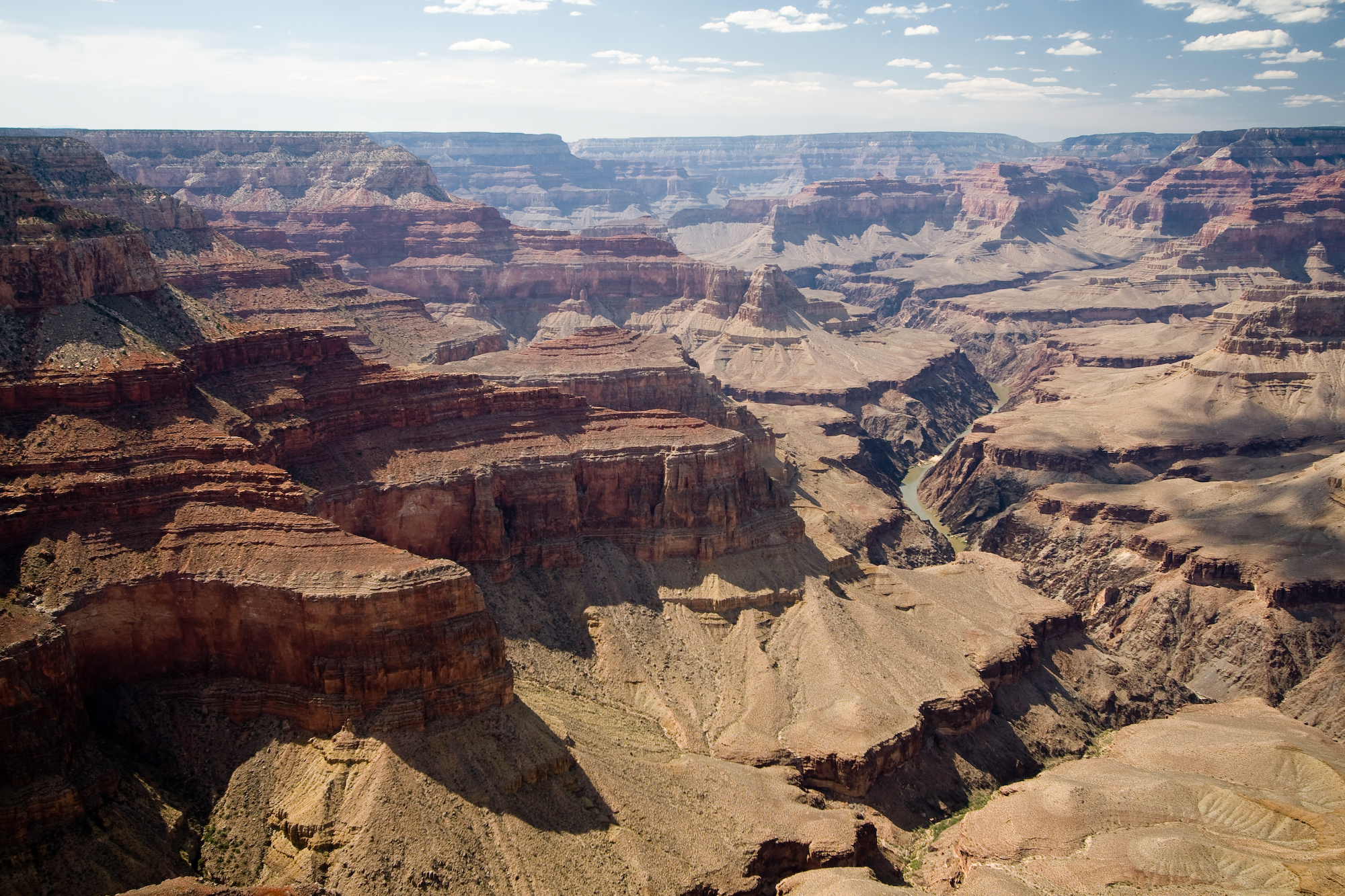
Grand Canyon

Infine le gole possono nascere in corrispondenza a gradini di confluenza causati dal modellamento dei ghiacciai, laddove un ghiacciaio minore si univa ad uno principale con maggiore capacità erosiva. In questo caso, allo scioglimento del ghiaccio, la valle laterale sospesa è assoggettata ad erosione accelerata da parte del corso d'acqua che la percorre, inizialmente formando una cascata ed in seguito evolvendo nell'approfondimento della gola (la maggior parte delle gole delle Alpi sono dovute a questo fenomeno e si sono create negli ultimi 12 000 anni, dopo l'ultima glaciazione, il Würm.
- In virtù delle caratteristiche topografiche della forra, essa è sostanzialmente un habitat notevolmente diverso e separato dall'ambiente circostante, dove tendono ad aumentare le biodiversità.[1]

### Gole in Italia e nel mondo
- Gran Canyon in Arizona
- Gravina di Laterza
- Gola di Gorropu
- Gole di San Venanzio
- Gole di Caccaviola
- Gole di Samariá nell'isola di Creta
- Gole di Turda
- Gole di Celano
- Gole di Dades in Marocco
- Gole del Tiberio
- Gole di Segesta
- Gole di Saorgio
- Gole di Fara San Martino
- Gola del Fersinone
- Gole dell'Alcantara
- Gole dell'Infernaccio
- Gole della Biaschina
- Gole del Sagittario
- Gole del Verdon
- Gole del Salinello
- Gola di Rio Freddo
- Gole del Lupo
- Gola del Calvana
- Gole del Tarn in Francia
- Gole del Forello
- Gole del Sosio
- Gole di Cipollazzo
- Gola del Furlo
- Gole di Popoli
- Gole del Velino
- Bletterbach
- Gole della Breggia
- Tara (Montenegro)
- canyon Sautso (Alta) in Norvegia
- Gole del torrente Ardo
- Gole dell'Isonzo in Val Trenta
- Gole di Vintgar in Slovenia